# Salpetrià
El Salpetrià és una cultura pròpia del sud-est de França, desenvolupada simultàniament al Solutrià superior a les regions properes, caracteritzada per microlites.